# Obscuriphantes
Obscuriphantes är ett släkte av spindlar som beskrevs av Michael Ilmari Saaristo och Andrei V. Tanasevitch 2000. Obscuriphantes ingår i familjen täckvävarspindlar.
Kladogram enligt Catalogue of Life och Dyntaxa:
| Obscuriphantes | \| \| barrmattvävare \| \| \| \| \| \| Obscuriphantes pseudoobscurus \| \| \| \| |
|                | \| \| barrmattvävare \| \| \| \| \| \| Obscuriphantes pseudoobscurus \| \| \| \| |
|                | barrmattvävare                                                                   |
|                |                                                                                  |
|                | Obscuriphantes pseudoobscurus                                                    |
|                |                                                                                  |